# 1169. grenadirski polk (Wehrmacht)
1169. grenadirski polk (izvirno nemško 1169. Grenadier-Regiment; kratica 1169. GR) je bil pehotni polk Heera v času druge svetovne vojne.

## Zgodovina
Polk je bil ustanovljen 26. avgusta 1944 kot sestavni del 570. ljudskogrenadirske divizije; še v času oblikovanja so polk preimenovali v 688. grenadirski polk.